# Keep Yourself Alive
A Keep Yourself Alive az első dal a brit Queen rockegyüttes legelső albumáról, az 1973-ban megjelent Queenről. Szerzője Brian May volt. Ez volt az első dal, amit előző együttese, a Smile feloszlása után írt. Még meg sem alakult a Queen, ő már dolgozott rajta a szabadidejében, az egyetemi előadások szünetében, később pedig a frissen alakult együttes legelső koncertjein is játszották.
Több dal mellett ennek is felvették a félig akusztikus változatát 1971 szeptemberében a De Lane Lea Studiosban – ekkor figyelt fel rájuk Roy Thomas Baker producer, aki később lemezszerződéshez segítette őket. 1972-ben a Trident Studiosban rögzítették a végleges változatot, immár Baker produceri segítségével, nehéz munka árán, mivel sehogyan sem sikerült olyan változatot összehozniuk, amellyel May elégedett lett volna. Gyors sodrású, gitárvezérelt rockdal, May a felvétele során sok torzítást, és különböző szalagos phaser effektusokat alkalmazott. A szöveg kissé ironikus, a zeneiparban való túlélésről, az ilyesfajta élet tartalmatlanságáról szól.
1973. július 6-án jelent meg az együttes legelső kislemezeként, a rádiók azonban nem játszották, mert túlbonyolítottnak tartották, ezért nem lett sláger belőle, és nem került fel a slágerlistákra sem. Ezzel szemben a kritikusok javarészt dicsérték, erőteljesnek és jól kidolgozottnak tartották. Kezdetleges, alacsony költségvetésű, koncertelőadást imitáló videóklip is készült hozzá. Napjainkban az együttes egyik legjobb dalának tartják. Éveken át rendszeresen játszották a koncertjeiken.

## Háttér és felvételek
A „Keep Yourself Alive” az egyik legelső dal volt, amelyet May azután írt, hogy 1969-ben feloszlott előző együttese, a Smile. 1970-ben közös lakásban lakott későbbi együttesének tagjaival, Freddie Mercuryval és Roger Taylorral, ebben az időszakban közösen dolgoztak a dalon (a lemezen később mégis csak Mayt jelölték szerzőnek, mert ő írta a szövegét). May akusztikus gitáron gyakorolta többször a dalt az egyetemen és egy parkban a Ferry Roadon. Miután összeállt a Queen, a legelső koncertjeiken több másik között ezt a dalt is előadták kezdetleges formában. 1971 szeptemberében lehetőséget kaptak, hogy a nem sokkal azelőtt felújított De Lane Lea Studiosban próbáljanak – ez a számukra remek demókészítési lehetőség volt, a stúdió tulajdonosai számára pedig így volt, aki tesztelje a nemrég felújított hangrendszert. Bár örültek a lehetőségnek, a stúdiónak rengeteg hibája volt, ami megnehezítette a felvételeket. Egy alkalommal éppen a „Keep Yourself Alive”-ot próbálták az egyik felvevőben, amikor Roy Thomas Baker és John Anthony, a Trident Studios két producere felfigyelt rájuk. Miután meggyőzte őket az együttes hangzása, pont a „Keep Yourself Alive” demópéldányát vitték el a Trident vezetőihez, bemutatni mit tud az együttes.
Ennek köszönhetően a Queen szerződést kötött a Trident stúdióval, és úgy döntöttek, hogy minden addig felvett demójukat újraveszik a Tridentben. Több másik dal mellett az együttes tagjai a „Keep Yourself Alive” keverésével sem voltak elégedettek, egy alkalommal például rossz háttérszólamot kevertek az énekhez. Nyolc hangmérnök készítette el a saját változatát, amikor végül jött Mike Stone, akinek May szerint „a legjobb fülei voltak az épületben,” és elkészítette a végső változatot. Bár May sosem volt teljesen elégedett ezzel sem, mert úgy érezte, hogy a demó változatban több volt az energia, ezek után mégis évekre szóló munkakapcsolat és barátság alakult ki Stone és az együttes között.

## Kompozíció
- Keep Yourself AliveMay szerzeménye. Mercury szerint ez a dal fejezte ki a legjobban a Queen stílusát 1973-ban.[9]

Nem tudod lejátszani a fájlt?
A „Keep Yourself Alive” kemény, gitárvezérelt rockdal F dúrban, közepesen gyors, percenként 134-es ritmussal. May phaserrel torzított gitárjátéka vezeti be, gyors és erőteljes ritmusszekció támogatja, és az erőteljesen torzított gitár nagy szerepet kap benne mindvégig. A dalt Mercury énekli: May úgy érezte, hogy ő maga jobban át tudná adni a tartalmát, viszont Mercury jobb énekes volt, így potenciálisan nagyobb sláger lehetett. Egy rövid szakaszt Taylor énekelt, erre mintegy válaszként May is elénekelt egy rövid részletet. A gitárszóló eredete a demófelvételig nyúlik vissza. May nem tervezte meg, ösztönösen játszotta el, majd a Tridentes felvételek során megpróbálta továbbfejleszteni, de úgy érezte sehogyan sem sikerül továbblépnie. Ezért visszatért a demófelvételhez, és azt fejlesztette tovább: lelassította a szalagot, és további gitárszólamokkal gazdagította. A gitárján a középső és a húrláb felőli hangszedőket azonos fázisba kapcsolta, hogy „gazdag, telített torzítást” érjen el. A gitárhangzást a Deaky Amp és egy Vox AC30-as kombinációjával torzította tovább.
A szövege az „életben maradásról” szól, Mark Blake szerint röviden: „ne hagyd, hogy a hülyék lenyomjanak.” Ed Rivadavia az AllMusic oldalán úgy vélte, hogy a felszínen egy a helyzetével elégedett, önelégült együttesről szól, valójában azonban „nyughatatlan óda a színtiszta ambícióhoz.” May később elmondta, hogy kissé ironikusan értette a szövegét, az emberek mégis komolyan veszik. Valójában azt a kérdést teszi fel: „lehet többet is kihozni az életből?”

## Megjelenés és fogadtatás
1973. július 6-án kislemezen is megjelent. Az együttes kiadója, az EMI öt alkalommal is megpróbálta elhelyezni az egyik leghallgatottabb brit rádió, a Radio 1 lejátszási listájában, de mind az öt alkalommal visszadobták, mondván: túlbonyolított, túl sok idő telik el, mire történik benne valami.  A kislemez egyik promóciós változata Mike Appleton asztalára került, aki a BBC The Old Grey Whistle Test zenei műsor producere volt. Megtetszett neki a dal, de mivel nem volt feltüntetve rajta az együttes neve, nem tudtak kivel szerződést kötni, így minden hírverés nélkül felhasználták egy archív, fekete-fehér filmrészlet aláfestő zenéjeként, amelyet azután le is játszottak a The Old Grey Whistle Testben. Az adás után több érdeklődő telefont kaptak a dallal kapcsolatban, híresztelések szerint még a Tridenttől is érkezett egy hívás. Az együttes először nem örült a tévedésnek, de azután mégis felvillanyozta őket a váratlan nyilvánosság. Ettől függetlenül a rádiók nem játszották, a vásárlók pedig nem vették a lemezt, így egyetlen slágerlistára sem került fel. Amerikában ugyancsak a legminimálisabb visszhangot keltette, csak 1975-ben, az együttes sikeressé válása után került fel a Cashbox magazin slágerlistájának 89. helyére.
A kritikusok viszont, bár nem egyöntetűen, de nagyrészt dicsérték. A Record Mirror „nyers, jól felépített kislemez”-nek tartotta. A Disc kritikusa dicsérte a dalban található dobszólót, valamint a „mesterkélten vonzó, homályosan Hendrixre emlékeztető” gitárriffjét. Az NME úgy kezdte a kritikát, hogy „ha ezek a fiúk fele olyan jól néznek ki, mint ahogy hangzanak, még hatalmasak lehetnek,” majd így összegezte a véleményét a dalról: „jó énekes, tiszta felvétel.” Gordon Fletcher a Rolling Stone-ban ahogy az egész albumról, úgy a dalról is pozitívan írt: „direkt, három akkordos rock […] tényleg döbbenetesen torkon ragad.” Az ismert DJ, John Peel a Soundsban megjelenő kritikájában dicsérte a dalban hallható szintetizátorhangzást – az együttes később emiatt is írta rá az albumai borítójára, hogy nem használnak szintetizátort. A Daily Mirror azt írta: „lerobbantja a fejedet ezzel az ördögi, nagy energiájú rángatózással.” A Melody Maker szerint „hatásos debütálás, erősen phaserezett gitárbevezetővel és energikus énekkel”, de hiányzik belőle az eredetiség, ezért nem lehet nagy sláger, a Sounds szerint pedig „soha nem indul be igazán”.
Visszatekintve a kritikusok nagy része az együttes egyik legjobb dalának tartja. Az Uncut így dicsérte 2011-ben: „tele van nagyszerű tehetséggel; tanúja lehetsz, ahogy a félrevezetően halk szavú fiatal asztrofizikus türelmetlenül próbálja elérni Page, Iommi, Blackmore, és a 70-es évek egyéb felmagasztalt gitáristeneinek szintjét.” Ugyancsak 2011-ben a Pitchfork Media azt írta róla: „egy korai himnuszuk, bemutatja a rá jellemző rétegezett gitárhangzást. Nem igazán hozta azt az operai hangulatot, amelyet az együttes későbbi sikerei, de mégis magával ragadó, jól van összerakva, és őrülten könnyű a kezünket rázni rá egy koncerten.” 2008-ban a Rolling Stone „minden idők 100 legjobb gitárdala” listáján a harmincegyedik helyre került: „Brian May szándéknyilatkozata: egy falanxnyi felülvételezett gitár üvölt kórusban, a ritmust és a textúrát pedig a csúcson is túlmutató effektusok adják. [...] Egy egész albumnyi riff egyetlen dalba sűrítve.”

## Élőben
Már 1971 januárjában előadták a koncertjeiken, és 1981-ig szinte minden előadásukon játszották. Szerepelt az 1974. november 20-án a Rainbow Theatre-ben adott koncertjük felvételén, amely 1992-ben Live at the Rainbow címen kizárólag a Box of Tricks kiadvány részeként jelent meg. Felkerült az 1979-es Live Killers koncertalbumra, és az 1984-es We Will Rock You koncertfilmre, amely 2007-ben Queen Rock Montreal címen jelent meg DVD-n.
Előadása sokat változott az évek során, lehetőséget adva az improvizációkra: Mercury gyakran ének rögtönzéssekkel indította, középtájékon pedig Taylor dobszólózott, néha üstdobon. Máskor előfordult, hogy a Flash Gordon albumról való „Battle Theme”, „Flash’s Theme” és „The Hero” dalokat toldották hozzá. Az 1982-es koncerteken nem játszották, majd 1984 és 1985 között tették műsorra újra.

## Videóklip
Reklámcélokból a Trident Studios úgy döntött, hogy mind a „Keep Yourself Alive”-hoz, mind a „Liar”-hoz leforgatnak egy promóciós filmet. Először 1973. augusztus 19-én vettek fel egy klipet a Brewery Street Studios-ban, amelyet Barry Sheffield, a Trident egyik menedzsere rendezett. Az együttes visszadobta ezt a változatot, mert nem voltak elégedettek benne a megjelenésükkel és a megvilágítással. A második változatot október 1-jén vették fel a St John’s Wood Studiosban, ezt az együttessel később többször is együtt dolgozó Bruce Gowers rendezte.
Később a véletlen folytán egy harmadik klip is készült hozzá. 1974 júliusában a BBC televízió filmkollázsokat készített a The Old Grey Whistle Test című műsorához. Ennek során az archívumban talált régi, fekete-fehér filmanyagot – ami mint később kiderült, Franklin D. Roosevelt amerikai elnök választási kampányához készült az 1930-as években – társították a dallal, anélkül, hogy tudták volna, hogy az az – akkor még kevésbé ismert – Queené. A két klip felkerült a 2002-es Greatest Video Hits 1 DVD-re.

## Közreműködők
- Ének: Freddie Mercury, Brian May, Roger Taylor
- Háttérvokál: Freddie Mercury

Hangszerek:
- Brian May: elektromos gitár
- John Deacon: basszusgitár
- Freddie Mercury: tamburin
- Roger Taylor: dob

## Kislemez
| 7" kislemez (EMI 2036, Anglia) 1. Keep Yourself Alive – 3:47 2. Son and Daughter – 3:21 | 7" kislemez (Elektra E-45268, Amerika) 1. Keep Yourself Alive – 3:47 2. Keep Yourself Alive – 3:29 |  |